# Tejima Seiichi

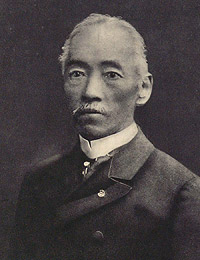
Tejima Seiichi

Tejima Seiichi (japanisch 手島 精一; geboren 11. Januar 1850 in der Numazu-Domäne (Provinz Suruga); gestorben 23. Januar 1918) war in Japan der Meiji-Zeit der Begründer der Technikerausbildung.

## Leben und Wirken
Tejima Seiichi wurde als zweiter Sohn eines Hatamoto der Numazu-Domäne geboren. Nach dem Studium der „Westlichen Wissenschaften“ an der Domänenschule Meishinkan (明親館) zog er 1870 in die Vereinigten Staaten, wo er Architektur und Physik studierte. Er arbeitete als Dolmetscher, als die Iwakura-Mission die Vereinigten Staaten besuchte, und begleitete sie auch nach England. Ende 1874 kehrte er nach Japan zurück. Im folgenden Jahr wurde er Inspektor der „Tōkyō Kaisei School“ (東京開成学校), einer Vorgängereinrichtung der Universität Tokio.
Tejima besuchte die Weltausstellungen in Philadelphia und Paris und erkannte die Bedeutung der industriellen Ausbildung. 1881 wurde er Direktor des „Tōkyō Education Museum“ (東京教育博物館, Tōkyō kyōiku hakubutsukan) und leiste einen Beitrag zur öffentlichen Aufklärung und zur Bildung. 1886 veröffentlichte er „Theorie der Berufspädagogik“ (実業教育論, Jitsugyō kyōiku ron), das eine theoretische Grundlage für Inoue Kowashis Rechtssystem für Berufsbildung während der Bunsei-Ära (1826 bis 1827) lieferte. 1881 beteiligte er sich an der Gründung der „Berufsschule Tokyo“ (東京職工学校, Tōkyō shokkō gakkō). Die Schule wurde 1890 in „Tokyo Technical School“ (東京工業学校, Tōkyō kōgyō gakkō) umbenannt, Tejima übernahm die Leitung. 1901 erfolgte die Umbenennung in „Tokyo Higher Technical School“ (東京高等工業学校, Tōkyō kōtō kōgyō gakkō), seit 1929 ist das die Universität „Tokyo Institute of Technology“.
Neben seiner Tätigkeit als Direktor des „Büros für allgemeine Bildungsangelegenheiten“ (普通学務局, Futsū gakumu-kyoku) im Jahr 1897 und des „Büros für Berufsangelegenheiten“ (実業学務局, Jitsugyō gakumu-kyoku) des Kultusministeriums blieb Tejima Direktor der „Tokyo Higher Technical School“. So leistete er auf vielfältigen Wegen einen Beitrag zur Entwicklung der wirtschaftsorientierten Bildung in Japan, bis er 1916 in den Ruhestand trat.